# Ugolino Fornaro
Ugolino Fornaro (zm. w XIV wieku) – kapitan regent San Marino w okresie od 1 kwietnia do 1 października 1323 roku (wraz z Giovannim di Causettą Gianninim).